# 치술신모
치술신모(鵄述神母)는 박제상의 처이다. 박제상이 일본에 잡혀가서 죽은 뒤 치술령에 올라 남편 박제상을 기다리다가 망부석이 되었다고 한다. 눌지 마립간 때 국대부인(國大夫人)에 책봉되었다. 《삼국유사》 왕력에서는 실성왕(實聖王)의 딸로 나온다.

## 삼국유사
치술신모는 눌지왕 때 일본에 볼모로 잡혀간 눌지왕의 동생 미사흔을 구하러 갔다가 죽은 박제상을 기다리다가 망부석이 되었다 한다.